# Locketina versa
Espèce
Synonymes
- Kuala versa Locket, 1982

Locketina versa est une espèce d'araignées aranéomorphes de la famille des Linyphiidae.

## Distribution
Cette espèce est endémique du Pahang en Malaisie,.

## Publication originale
- Locket, 1982 : Some linyphiid spiders from western Malaysia. Bulletin British Arachnological Society, vol. 5, no 8, p. 361-384.